# Калори ди Виньяле, Федерико
Федерико Калори ди Виньяле (итал. Federico Callori di Vignale; 15 декабря 1890, Виньяле-Монферрато, королевство Италия — 10 августа 1971, Ватикан) — итальянский куриальный кардинал и ватиканский сановник. Про-магистр Папской Палаты с 20 декабря 1950 по 29 октября 1958. Префект Апостольского дворца с 29 октября 1958 по 22 февраля 1965. Титулярный архиепископ Майуки с 15 по 22 февраля 1965. Кардинал-дьякон с 22 февраля 1965, с титулярной диаконией Сан-Джованни-Боско-ин-виа-Тусколана с 25 февраля 1965. Кардинал-протодьякон с 31 марта по 10 августа 1971. 

## Источник
- Информация  (англ.)